# Цветарство
Цветарството е подотрасъл на растениевъдството, декоратично-приложно изкуство, което се състои в отглеждане, селекция, подреждане и съхраняване на цветя. Цветя са всички растения, които се отглеждат заради красивите им цветове, листа, плодове или други специфични качества. Отглеждат се за задоволяване на естетически и културни потребности. Обект на цветарството са биологичните особености, технологиите на отглеждане и начините на използване на цветните растения.
Цветята най-общо се разделят на листно-декоративни, цъфтящи, декоративно-плодни. Биологичните особености на цветята са свързани с изискванията им към екологичните фактори – температура, почва, светлина, вода, въздушен режим. От гледна точка на технологиите на отглеждане, се обръща внимание на производствените площи, начините на размножаване, приложение на растежни регулатори, хидропонно отглеждане, форсаж на цветните култури, бране, съхраняване и транспортиране, селекция и семепроизвосдство.

## Други
На цветарството е наречена улица „Цветарска“ в квартал „Драгалевци“ в София (Карта).